# Río Carcarañá
Le río Carcarañá est une rivière argentine importante, qui naît en province de Córdoba de la confluence des rivières río Tercero (dont il est en fait le cours inférieur) et du río Saladillo (nom du cours inférieur du río Cuarto ou Chocancharava), tous deux issus des sierras de Córdoba. 

## Géographie
Après son entrée en province de Santa Fe, qu'il traverse d'ouest en est au niveau de sa partie centre-sud, et se jette dans un bras du fleuve Paraná, le río Coronda, à hauteur de la localité de Gaboto.
Son parcours se déroule en grande partie dans ce que l'on appelle la « pampa ondulada » (ou pampa des collines). C'est pourquoi ses rives sont parfois bordées de rebords escarpés jusqu'à 20 m de hauteur. Il y a de temps en temps de très légers petits sauts au sein de son lit ce qui ne se remarque qu'en période d'étiage. Ces derniers sont très faciles à franchir par les bateaux.
Son cours est de 240 km, tous susceptibles d'être utilisés pour la navigation, qui reste actuellement très peu active, malgré les excellentes potentialités.
Son bassin s'étend sur 48 000 km2.
Son débit moyen à Andino, à 26 km de son embouchure est de 70,9 m3/s.

## Affluents principaux
- L'arroyo de las Tortugas (rive gauche)